# Cineriz
La société Cineriz est une maison de production de cinéma italienne fondée par Angelo Rizzoli en 1956 et dissoute en 1993.

## Histoire
La maison Cineriz a produit ou distribué des œuvres de réalisateurs importants, comme Federico Fellini, Gillo Pontecorvo, Luchino Visconti, Michelangelo Antonioni, Pier Paolo Pasolini, Pietro Germi, Roberto Rossellini et Vittorio De Sica. Parmi ces films, il y a bon nombre de coproductions franco-italiennes.
En 1993, après dix ans d'inactivité et une série de problèmes économiques et judiciaires, elle est dissoute par décision de l'assemblée des actionnaires, la marque restant intouchée.

## Filmographie

### Films produits
- 1950 : Les Onze Fioretti de François d'Assise (Francesco, giullare di Dio) de Roberto Rossellini
- 1957 : I sogni nel cassetto de Renato Castellani
- 1959 : Kapò de Gillo Pontecorvo
- 1960 : Il suffit d'aimer de Robert Darène
- 1960 : Le Lit pour trois Letto a tre piazze) de Steno
- 1961 : Don Camillo Monseigneur (Don Camillo monsignore... ma non troppo) de Carmine Gallone
- 1961 : I due marescialli de Sergio Corbucci
- 1961 : Il Brigante de Renato Castellani
- 1961 : Le Comte de Monte-Cristo de Claude Autant-Lara
- 1961 : I sogni muoiono all'alba de Mario Craveri, Enrico Gras et Indro Montanelli
- 1961 : La grande olimpiade de Romolo Marcellini (documentaire)
- 1961 : L'Amant de cinq jours de Philippe de Broca
- 1961 : L'Année dernière à Marienbad d'Alain Resnais
- 1961 : L'Odyssée nue (Odissea nuda) de Franco Rossi
- 1961 : Tout l'or du monde de René Clair
- 1961 : Viva l'Italia de Roberto Rossellini
- 1962 : Boccace 70 (Boccaccio '70) de Mario Monicelli, Federico Fellini, Luchino Visconti et Vittorio De Sica
- 1962 : Dal sabato al lunedì (it) de Guido Guerrasio
- 1962 : La Beauté d'Hippolyte (La bellezza di Ippolita) de Giancarlo Zagni
- 1962 : Les Recrues (La commare secca) de Bernardo Bertolucci
- 1962 : L'Éclipse (L'eclisse) de Michelangelo Antonioni
- 1962 : Mondo cane de Paolo Cavara, Gualtiero Jacopetti et Franco Prosperi (documentaire)
- 1962 : Oggi a Berlino (it) de Piero Vivarelli
- 1962 : Totò et Peppino séparés à Berlin (Totò e Peppino divisi a Berlino) de Giorgio Bianchi
- 1963 : Huit et demi (8½) de Federico Fellini
- 1963 : Méfiez-vous, mesdames d'André Hunebelle
- 1963 : I 4 tassisti de Giorgio Bianchi
- 1963 : La Femme à travers le monde (La donna nel mondo) de Paolo Cavara, Gualtiero Jacopetti et Franco Prosperi
- 1963 : Mondo cane 2 de Gualtiero Jacopetti et Franco Prosperi (documentaire)
- 1963 : Vénus impériale de Jean Delannoy
- 1964 : Prima della rivoluzione de Bernardo Bertolucci
- 1966 : Africa addio de Gualtiero Jacopetti et Franco Prosperi (documentaire)
- 1968 : Dio li crea... Io li ammazzo! de Paolo Bianchini
- 1968 : Faustina de Luigi Magni
- 1968 : Satyricon de Gian Luigi Polidoro
- 1969 : I due Kennedy de Gianni Bisiach (documentaire)
- 1974 : Salvo D'Acquisto de Romolo Guerrieri (téléfilm)
- 1982 : Derrière la porte (Oltre la porta) de Liliana Cavani

### Films distribués
- 1950 : Les Onze Fioretti de François d'Assise (Francesco, giullare di Dio) de Roberto Rossellini
- 1953 : Les Héros du dimanche (Gli eroi della domenica) de Mario Camerini
- 1955 : La Grande Bagarre de don Camillo (Don Camillo e l'onorevole Peppone) de Carmine Gallone
- 1955 : Io piaccio (it) de Giorgio Bianchi
- 1956 : Totò, Peppino e i fuorilegge de Camillo Mastrocinque
- 1956 : Totò, Peppino e... la malafemmina de Camillo Mastrocinque
- 1957 : Casino de Paris d'André Hunebelle
- 1957 : I sogni nel cassetto de Renato Castellani
- 1957 : Vacances à Ischia (Vacanze a Ischia) de Mario Camerini
- 1958 : Come te movi, te fulmino! de Mario Mattoli
- 1958 : Premier Amour de Mario Camerini
- 1959 : Débrouillez-vous ! (Arrangiatevi) de Mauro Bolognini
- 1959 : Les Quatre Cents Coups de François Truffaut
- 1959 : Signé Arsène Lupin d'Yves Robert
- 1960 : Les Évadés de la nuit (Era notte a Roma) de Roberto Rossellini
- 1960 : Il vigile de Luigi Zampa
- 1960 : La dolce vita de Federico Fellini
- 1960 : Noi siamo due evasi de Giorgio Simonelli
- 1960 : Tu che ne dici? de Silvio Amadio
- 1961 : A porte chiuse de Dino Risi
- 1961 : Don Camillo Monseigneur (Don Camillo monsignore ma non troppo) de Carmine Gallone
- 1961 : I due marescialli de Sergio Corbucci
- 1961 : Le capitaine Fracasse de Pierre Gaspard-Huit
- 1961 : Totò, Peppino e... la dolce vita de Sergio Corbucci
- 1962 : L'Éclipse (L'eclisse) de Michelangelo Antonioni
- 1962 : Odio mortale de Franco Montemurro
- 1963 : I 4 tassisti de Giorgio Bianchi
- 1963 : Rogopag de Roberto Rossellini, Jean-Luc Godard, Pier Paolo Pasolini et Ugo Gregoretti
- 1963 : Un tentativo sentimentale de Massimo Franciosa et Pasquale Festa Campanile
- 1963 : Vénus impériale de Jean Delannoy
- 1964 : Che fine ha fatto Totò Baby? d'Ottavio Alessi
- 1964 : Il castello dei morti vivi de Luciano Ricci et Lorenzo Sabatini
- 1964 : Ah ! Les Belles Familles (Le belle famiglie) d'Ugo Gregoretti
- 1964 : Totò d'Arabia de José Antonio de la Loma
- 1965 : Juliette des esprits (Giulietta degli spiriti) de Federico Fellini
- 1965 : Des filles pour l'armée (Le soldatesse) de Valerio Zurlini
- 1966 : Rapt à Damas de Mario Camerini
- 1966 : Moi, moi, moi et les autres (Io, io, io... e gli altri) d'Alessandro Blasetti
- 1967 : Le Plus Vieux Métier du monde de Claude Autant-Lara, Philippe de Broca, Jean-Luc Godard et Mauro Bolognini
- 1968 : Black Jack de Gianfranco Baldanello
- 1968 : Faustina de Luigi Magni
- 1968 : Italian Secret Service de Luigi Comencini
- 1969 : Cœur de mère (Cuore di mamma) de Salvatore Samperi
- 1969 : La donna a una dimensione de Bruno Baratti
- 1969 : L'assoluto naturale de Mauro Bolognini
- 1969 : Senza sapere niente di lei de Luigi Comencini
- 1969 : Serafino de Pietro Germi
- 1969 : Top Sensation d'Ottavio Alessi
- 1970 : Dernier Domicile connu de José Giovanni
- 1970 : Le castagne sono buone de Pietro Germi
- 1970 : Le Vent d'est de Jean-Luc Godard et Jean-Pierre Gorin
- 1971 : Miracle à l'italienne (Per grazia ricevuta) de Nino Manfredi
- 1972 : Don Camillo et les Contestataires (Don Camillo e i giovani d'oggi) de Mario Camerini
- 1973 : Il gatto di Brooklyn aspirante detective (it) d'Oscar Brazzi
- 1974 : Pour aimer Ophélie (Per amare Ofelia) de Flavio Mogherini
- 1975 : Histoire d'aimer (A mezzanotte va la ronda del piacere) de Marcello Fondato
- 1975 : Fantozzi de Luciano Salce
- 1976 : Il secondo tragico Fantozzi de Luciano Salce
- 1976 : La Fiancée de l'évêque (Quelle strane occasioni) de Nanni Loy, Luigi Magni et Luigi Comencini
- 1977 : Au nom du pape roi (In nome del papa re) de Luigi Magni
- 1977 : La tigre è ancora viva: Sandokan alla riscossa! de Sergio Sollima
- 1977 : Un bourgeois tout petit petit (Un borghese piccolo piccolo) de Mario Monicelli
- 1977 : Von Buttiglione Sturmtruppenführer de Mino Guerrini
- 1978 : Où es-tu allé en vacances ? (Dove vai in vacanza?) de Mauro Bolognini, Luciano Salce et Alberto Sordi
- 1979 : Le Grand Embouteillage (L'ingorgo) de Luigi Comencini
- 1980 : Le Vieux Garçon (Il bisbetico domato) de Franco Castellano et Giuseppe Moccia
- 1980 : Mi faccio la barca de Sergio Corbucci
- 1982 : Borotalco de Carlo Verdone